# Utlenianie pasywne
Utlenianie pasywne – proces utleniania różnych materiałów w określonym zakresie ciśnień. Przykładem może być węglik krzemu (SiC) pokryty warstwą krzemionki (SiO2) przy ciśnieniu przekraczającym 10³ Pa.
Utlenianie przebiega dwuetapowo:
SiC(s) + {\displaystyle {\tfrac {3}{2}}}O2 → SiO(s) + CO
SiC(s) + O2 → SiO(s) + CO2
W przypadku węgliku krzemu poniżej ciśnienia 10³ Pa zachodzi utlenianie aktywne.